# Jean Lannoy
Cet article traite du brasseur Belge. Pour l'article concernant l'aristocrate du XVe siècle, voir Jean de Lannoy.
Pour les articles homonymes, voir Lannoy (homonymie).
Jean Lannoy (1834-1920), chevalier de l'ordre de Léopold, est un brasseur bruxellois. 
Né à Menin, Belgique, fils de brasseur, Jean Lannoy fonde la Brasserie Jean Lannoy en 1859, rue de la Digue, à Ixelles, Bruxelles. Elle occupe les anciens bâtiments de la brasserie L'Italie qu'il loue à la famille Van Zeebroeck.  

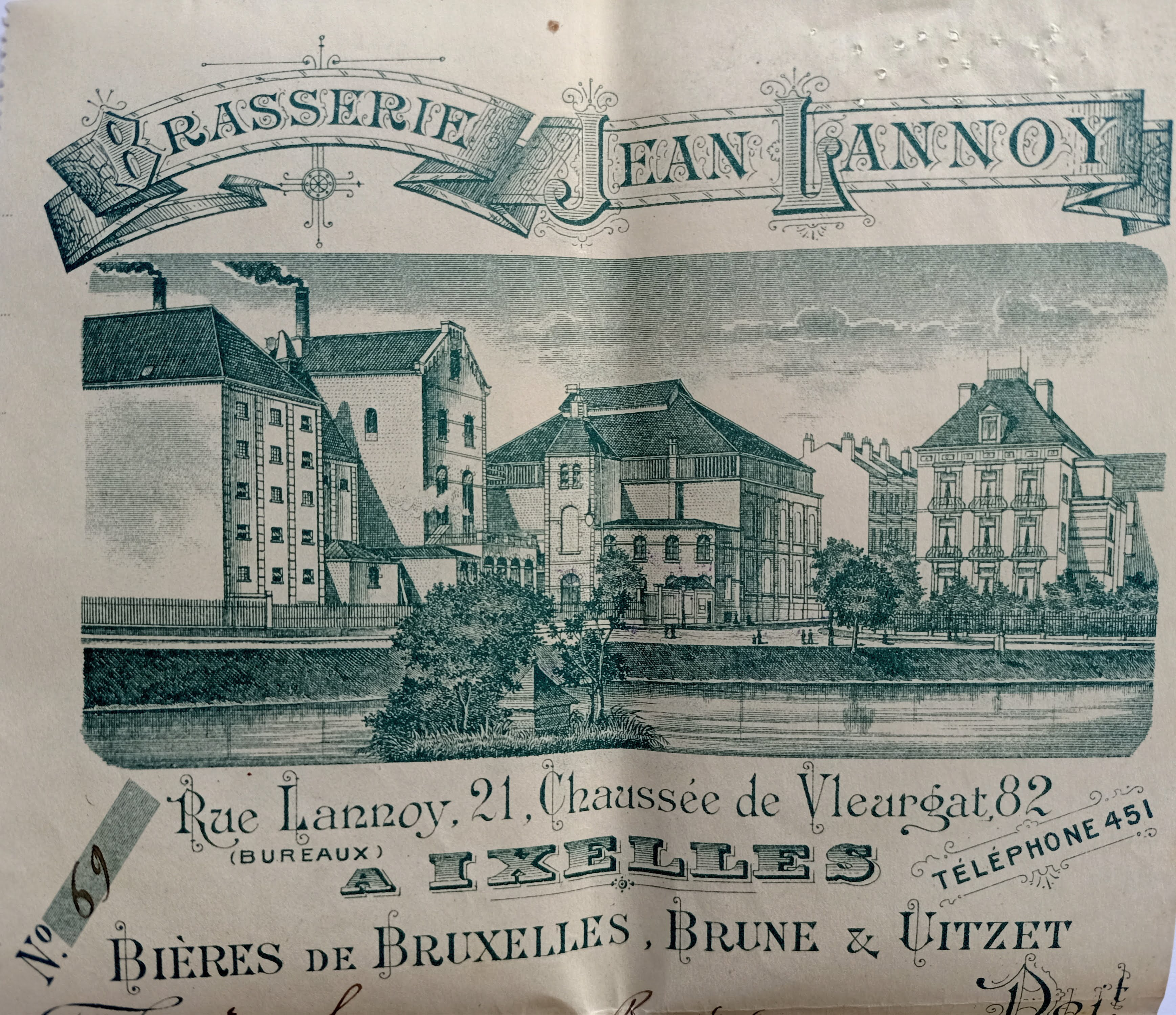
En-tête de facture Brasserie Jean Lannoy à Ixelles, postérieure à juin 1904

En 1873, il entreprend la construction d'une nouvelle usine, avec hangars et dépôts à proximité, sur un vaste terrain qu'il achète près des étangs d'Ixelles, entre la chaussée de Vleurgat et la rue de la Cascade.
La rue qui relie ces deux voiries s'appelle rue Lannoy. Entre 1878 et 1889, Jean Lannoy y construit de petites maisons unifamiliales de style néoclassique.

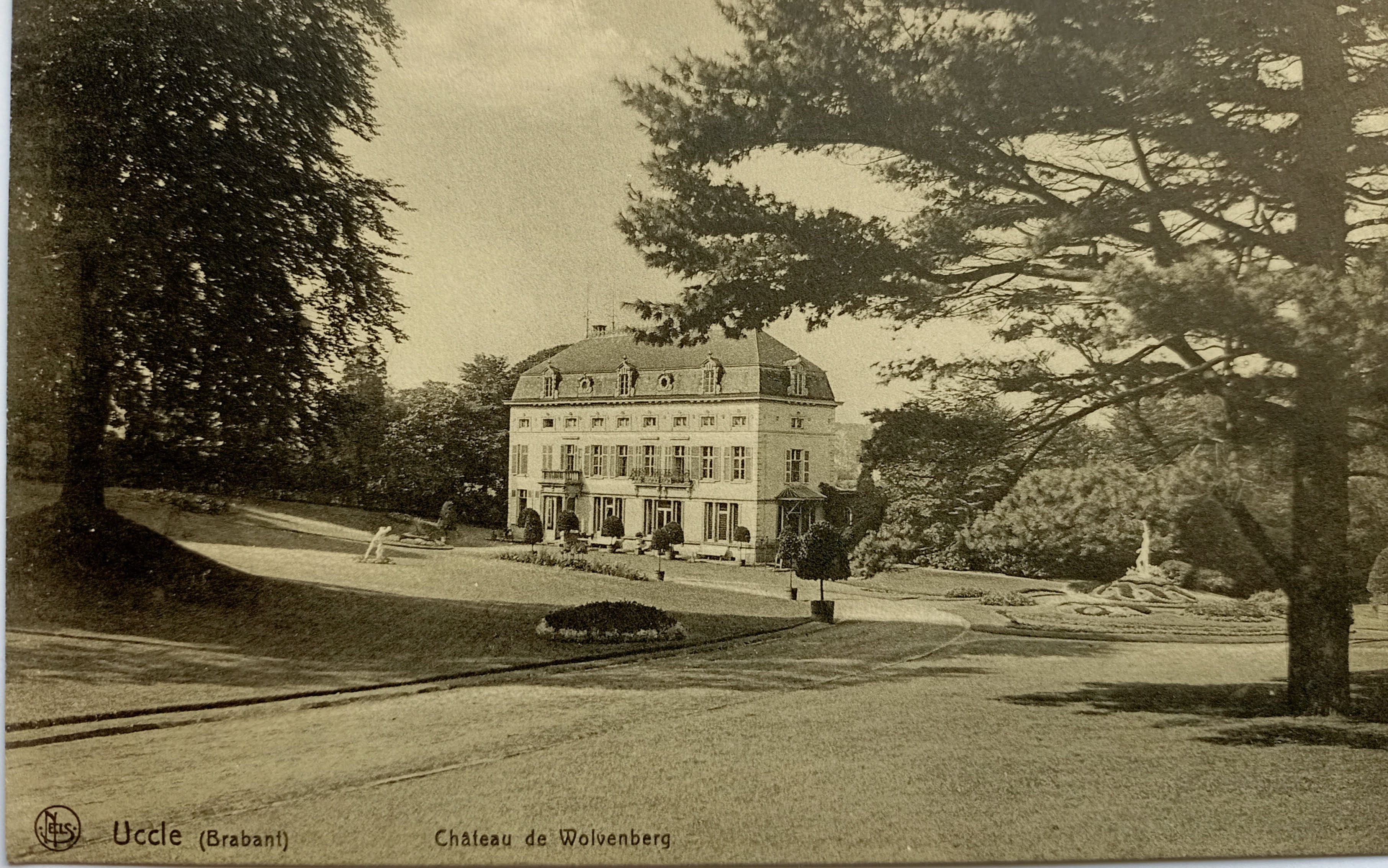
Château de Wolvenberg, Uccle

En 1897, Jean Lannoy acquiert à Uccle le château du Wolvenberg pour en faire une résidence de campagne pour lui et ses proches. Il le revend en 1920, année de son décès. 
En 1911, il cède la direction de la brasserie à trois de ses fils qui la rebaptisent Brasserie Lannoy et frères, puis en 1921, Grandes Brasseries d'Ixelles.